# Holger Vide
Holger Vide: roman är en roman av Amanda Kerfstedt, utgiven 1893 på Hugo Gebers förlag. Den översattes till norska samma år av Ragna Aubert och utgavs i en andra upplaga på svenska 1913.
Holger Vide betraktades av Kerfstedt själv som hennes främsta verk. I berättelsen insjuknar protagonisten Nina efter att ha övergett sina barn och i slutet av romanen dör hon. Med detta uppvisade Kerfstedt en idealiserande bild av moderskapet där Ninas agerande ses som en motsats till detta. Hennes död blir en konsekvens av den "onaturliga" handlingen att överge sina barn.